# Circuito ferroviario di prova di Velim

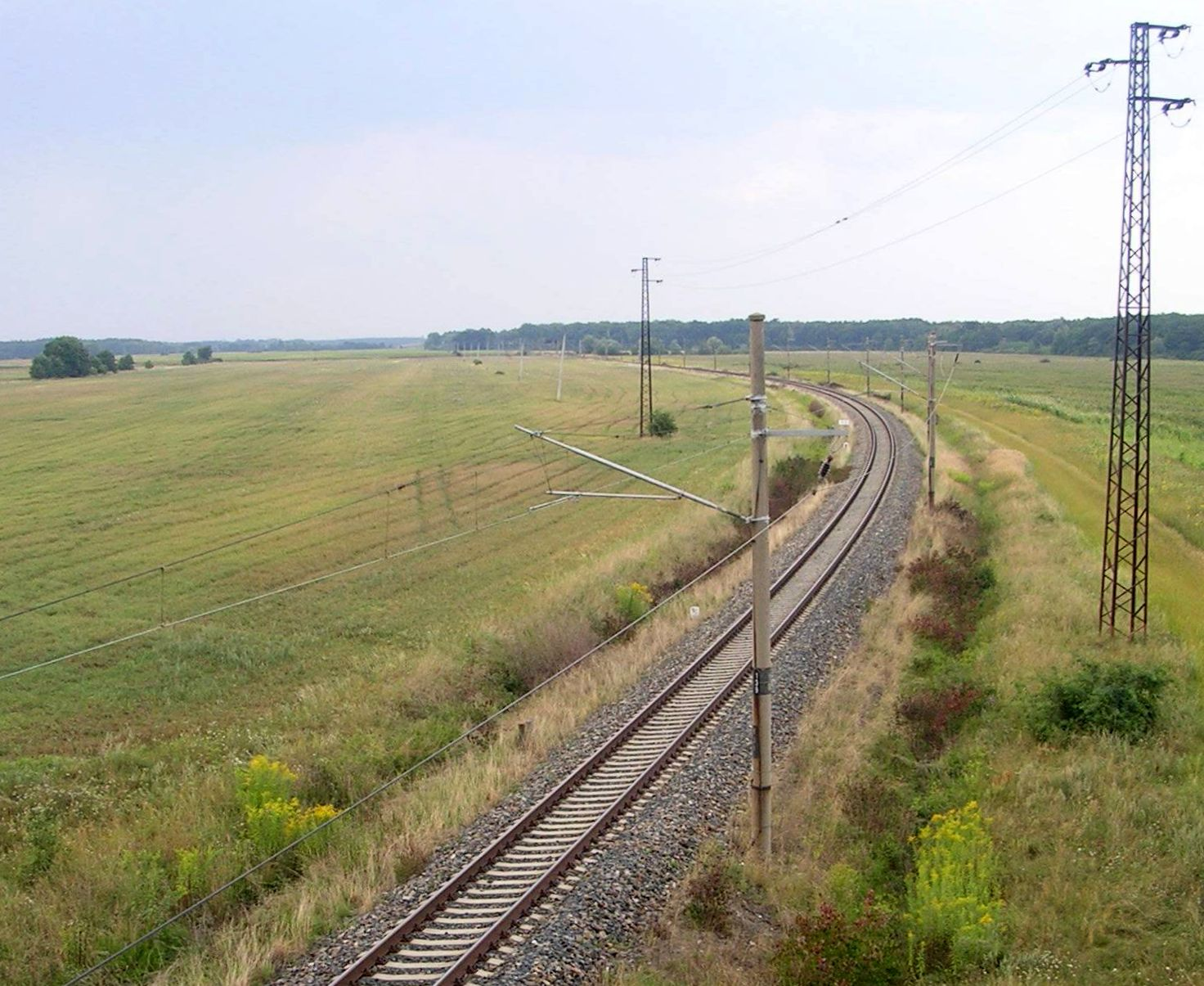
Vista dei binari del circuito

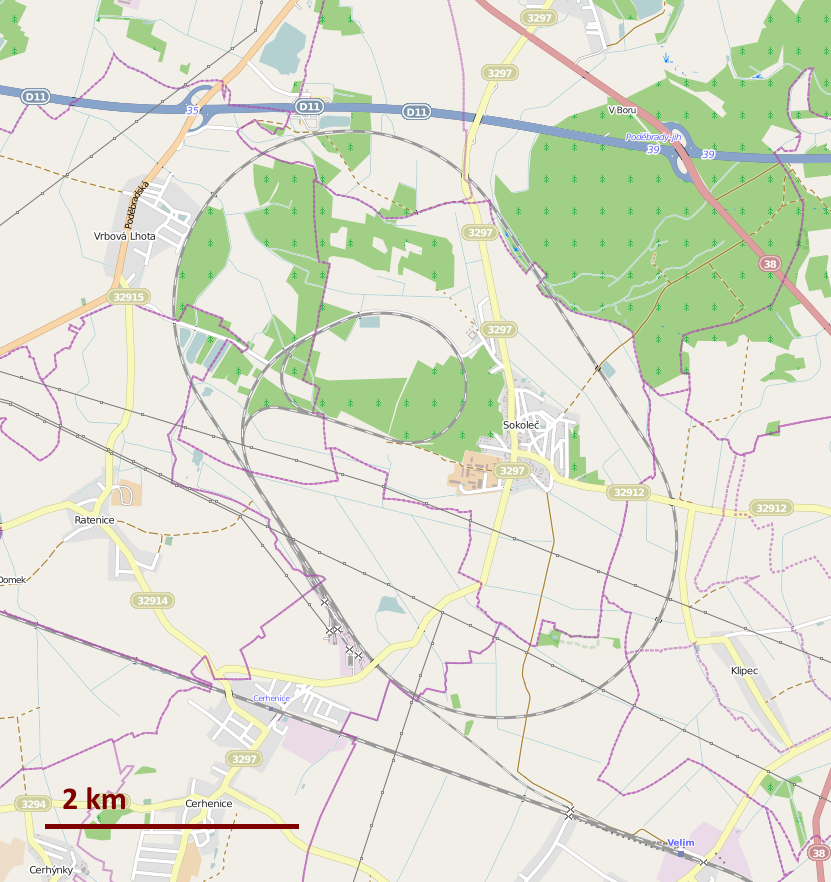
Mappa del Centro di prova di Velim.

Il circuito ferroviario di prova di Velim (in ceco Železniční zkušební okruh u Velimi) è un percorso ferroviario dedicato a prove e collaudi di materiale rotabile sito a Cerhenice, nei pressi di Poděbrady in Boemia Centrale, in Repubblica Ceca. È divenuto uno dei centri di prova più importanti per la prova e il collaudo di nuovi tipi di rotabili destinati alla circolazione in Europa ed è pienamente accreditato sin dal marzo del 1995.
La struttura del circuito consiste di due ampi ovali di binario a scartamento normale, e dei relativi raccordi, attrezzati per la corsa continua dei rotabili.
Il centro è di proprietà dell'Istituto di ricerca ferroviaria (VUZ, Výzkumný ústav železniční) una sussidiaria del gestore del servizio ferroviario nazionale, České dráhy.

## Struttura e dotazioni del circuito
I due circuiti ferroviari vennero costruiti nel 1963 e sono localizzati tra i villaggi di Vrbová Lhota, Ratenice, Cerhenice, Velim, Pňov-Předhradí e i sobborghi meridionali di Poděbrady. Il villaggio di Sokoleč è compreso interamente all'interno del circuito più grande.
I circuiti hanno le seguenti caratteristiche:
- circuito breve: lunghezza di 3,951 km e velocità massima ammessa di 90 km/h.
- circuito grande: lunghezza di 13,276 km e velocità massima ammessa di 230 km/h, per treni a pendolamento, e 210 km/h per treni convenzionali.

| Unknown route-map component "d" | Unknown route-map component "kSTRc2" | Unknown route-map component "kSTR3+l" | Unknown route-map component "kSTR2+r" | Unknown route-map component "kSTRc3" |

| Unknown route-map component "d" | Unknown route-map component "kSTR+1" + Unknown route-map component "STR+l" | Unknown route-map component "ABZq+lr" | Unknown route-map component "STR+r" | Unknown route-map component "kSTR+4" |

| Unknown route-map component "d" | Small non-passenger station on track | One way leftward | One way rightward | Straight track |

| Unknown route-map component "d-CONT2" | Unknown route-map component "kABZg2" + Unknown route-map component "STRc3" |  |  | Unknown route-map component "kSTR3" |

| Unknown route-map component "dSTRc1" | Unknown route-map component "kSTRc1" + Unknown route-map component "ABZ2+4g" | Unknown route-map component "kSTRl+4" + Unknown route-map component "STRc3" | Unknown route-map component "kSTRr+1" | Unknown route-map component "kSTRc4" |

| Unknown route-map component "STRc1" | Unknown route-map component "dCONT4-" |  |  |

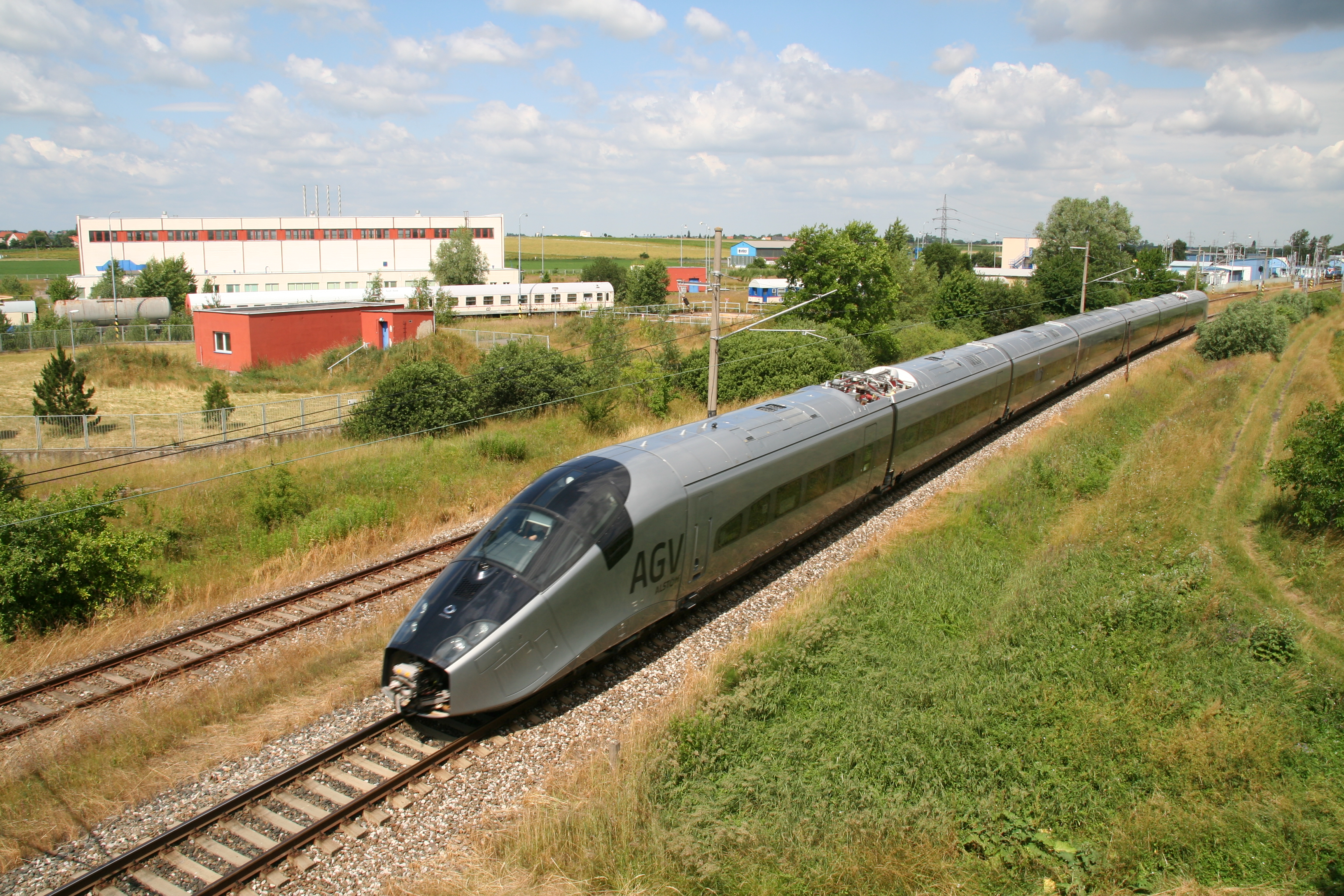
L'Alstom AGV a 200 km/h sul circuito grande.

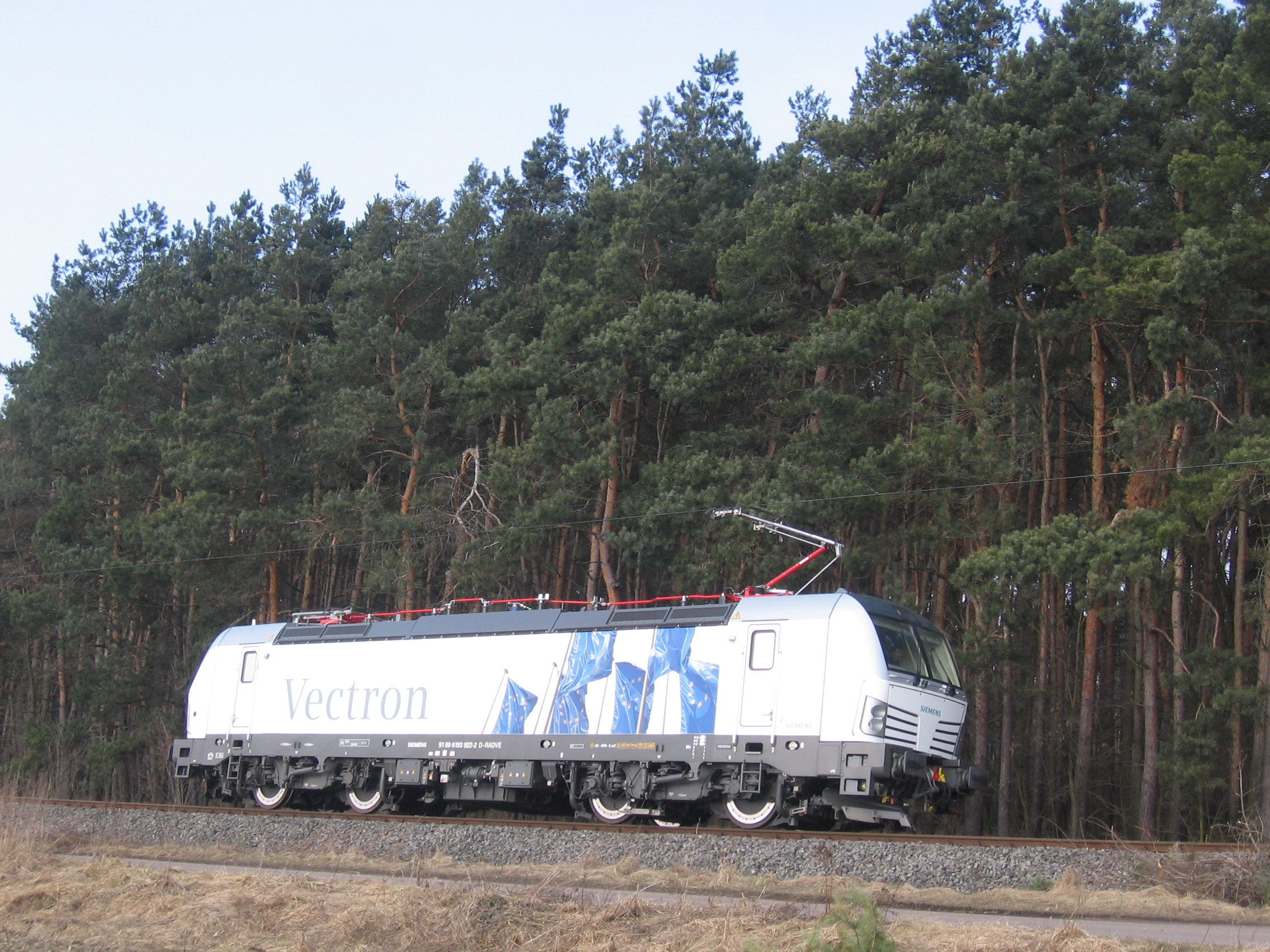
Locomotiva Vectron di Siemens in prova nel 2011

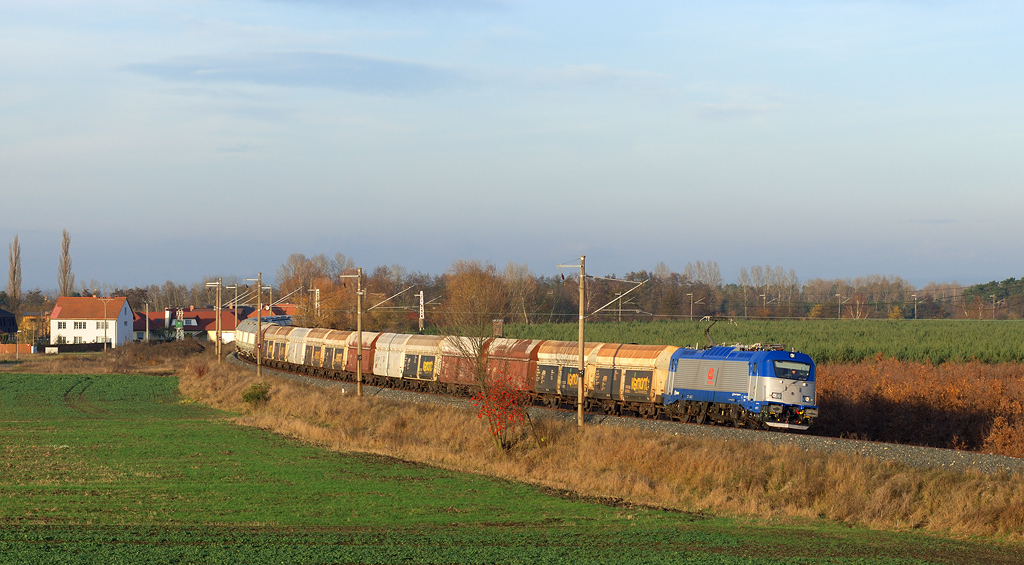
Locomotiva ČD 380 di costruzione Škoda in prova a Velim

Nel corso delle prove vengono accertate e provate le caratteristiche tecniche specifiche dei veicoli, compreso il livello di rumore emesso; le apparecchiature permettono inoltre di accertare la capacità di collegamento con i sistemi di European Train Control System (ETCS) e GSM-R radio, prove che comprendono la simulazione di guasti e del cambio del tipo di elettrificazione a treno in movimento.
Entrambi i circuiti sono in grado di fornire tutti e quattro i sistemi di alimentazione elettrica diffusi in Europa:
| Tensione di alimentazione[V] | Tipo di corrente | Frequenza [Hz] | Potenza massima erogabile [MW] |
| ---------------------------- | ---------------- | -------------- | ------------------------------ |
| 3 000                        | CC               |                | 10                             |
| 1 500                        | CC               |                | 5                              |
| 25 000                       | CA monofase      | 50             | 10                             |
| 15 000                       | CA monofase      | 16,7           | 9                              |

Vi è inoltre una sezione di 1,5 km alimentabile tramite terza rotaia, per i rotabili che usano tale sistema.
Il circuito di Velim è stato usato da Alstom, nel 2008-2009, per le prove della sua Automotrice à grande vitesse e per quelle del treno di AnsaldoBreda V250. Anche il treno IC4 di AnsaldoBreda è stato spesso collaudato sull'impianto di Velim.